# Мінерагенія Південної Америки
Мінерагенія Південної Америки
Згідно з геологічною будовою та історією геологічного розвитку в межах Південної Америки виділяються родовища корисних копалин чотирьох головних мінералогічних епох: архейської, протерозойської, палеозойської і мезозойсько-кайнозойської.
Архейська епоха виявлена в найдревніших породах основи Південноамериканської плити і її Центральнобразильському, Гвіанському і Приатлантичному щитах. З найдавнішими гранітами пов'язані керамічні пегматити, а в зеленокам'яних поясах виявлені архейські залізорудні ітабірити і поклади сірчано-колчеданових руд.
Протерозойська епоха також виявлена серед метаморфічних комплексів порід основи Південноамериканської плити і її щитів. З гранітами цього віку, часто типу рапаківі, пов'язані пегматити, в тому числі берилієві; а з нижньопротерозойською світою Мінас, складеною кварцитами, кристалічними сланцями і метаморфізованими базальтоїдами — великі родовища залізистих кварцитів Венесуели і Бразилії (найбільше — Мінас-Жерайс).
Палеозойська епоха виявилася в геосинклінально-складчастих поясах, що розтинають платформну частину Південної Америки, в комплексі базальтоїдів з колчеданними покладами і в пізніших гранітоїдах, які супроводжуються пегматитами. З цією епохою також пов'язане формування родовищ кам'яного вугілля (від девону до пермі). Вони поширені в чохлі Південноамериканської плити і в блоках палеозойських порід Анд (родовища Санта-Катаріна в Бразилії, Паранас в Перу і Уако в Аргентині).
У мезозої та кайнозої сформувалися різноманітні багаті рудні родовища Анд. Найінтенсивніше зруденіння зосереджене в Центральних Андах в інтервалі між 5 і 35 о п. ш., де складчасті структури міняють простягання з меридіанального на північно-східне (великі родовища Серро-де-Паско — свинець, срібло, Перу; Льяльягуа, Потосі — олово, Болівія; Чукікамата — мідь, Чилі). Центральні Анди характеризуються виразним регіональним зональним розподілом родовищ. У напрямі від Тихого океану в глиб континенту виділяються 5 мінералогічних зон: мідноносний пояс Тихоокеанського узбережжя, свинцево-цинковий пояс Центрального Перу, Східно-Андський золотоносний пояс, Болівійський олово-срібний пояс, нафтогазоносний пояс Східного передгір'я. У Андах і за їх межами відомі трапи і кільцеві інтрузії ультраосновних лужних порід з рідкіснометалічними карбонатитами крейди і палеогену. З мезозойсько-кайнозойською епохою пов'язані численні вугільні родовища юри, крейди і третинного віку. Серед них — вугільні родовища міжгірних западин Анд (наприклад, Богота в Колумбії, Бібліан в Еквадорі та інші), ланцюг буровугільних родовищ третинного віку у східному передовому прогині Анд (Венесуела, Колумбія, Аргентина) і окремих родовищ в платформному чохлі (Аоста-Амазона в Бразилії і інш.). До молодої кори вивітрювання приурочені родовища бокситів (Гаяна і Суринам).

## Дивю також
- Геологія Південної Америки
- Корисні копалини Південної Америки